# Neoparadoxia
Neoparadoxia — вимерлий рід великих травоїдних водних десмостилієвих ссавців з міоценових формацій Ladera та Monterey у Північній Америці.